# 42. pehotni polk (Italija)
42. pehotni polk Modena je bil pehotni polk Kraljeve italijanske kopenske vojske.

## Zgodovina
Med prvo svetovno vojno je bil polk nastanjen na soški fronti, sodeloval je v drugi italijansko-abesinski vojni, medtem ko je bil polk med drugo svetovno vojno (1942-43) nastanjen v Grčiji..